# Аєрпунш (коктейль)
Аєрпунш (нім. Eierpunsch, букв. «яєчний пунш») — німецька назва теплого, солодкого алкогольного напою на основі яєць, схожого на еґноґ. Є типово зимовим напоєм; його подають на популярних різдвяних ярмарках Німеччини та Австрії. Аєрпунш готують з жовтків, цукру, білого вина та ванілі. Деколи можуть додавати вершки або заварний крем.
Рецепт типового аєрпуншу з білим вином на 3–4 осіб:
- 1 пляшка білого вина (750 мл)
- 4 яйця (або 8 жовтків)
- 5 ст. л. цукру
- 1 пачка ванільного цукру (або 2 ч. л. цукру та 1 ч. л. ванільного екстракту
- дрібка кориці
- 4 зубці гвоздики
- 250 мл міцного чаю
- лимон чи лимонний сік

Приготуйте 250 мл чаю та залиште вистигати. Збийте віничком 5 столових ложок цукру з яйцями (або жовтками), додайте трошки холодного білого вина, після цього активно збивайте. Додайте ванільний цукор до суміші та влийте туди решту білого вина, додайте корицю, гвоздику, лимонний сік та охолоджений час. За бажанням ще можна додати 50 мл темного рому. Перелийте готову суміш у баняк та легенько підігрійте. Не давайте їй нагріватись надто швидко, зверху вона повинна пінитись. Вийміть гвоздику. Напій подавайте гарячим та пінистим в горнятку, за бажанням можна додати збиті вершки та імбирне печиво.